# パウル・ファルク
パウル・ファルク（Paul Falk、1921年12月21日 - 2017年5月20日）は、旧西ドイツ出身の男性フィギュアスケート選手。1952年オスロオリンピックペア金メダリスト。1951年、1952年世界フィギュアスケート選手権ペアチャンピオン。パートナーは妻でもあるリア・ファルク。

## 経歴
- リア・ファルクと結婚。
- 1951年、1952年世界フィギュアスケート選手権優勝。
- 1952年オスロオリンピックで金メダルを獲得。
- 1993年世界フィギュアスケート殿堂入り。

## 主な戦績
| 大会/年      | 46-47 | 47-48 | 48-49 | 49-50 | 50-51 | 51-52 |
| ------------ | ----- | ----- | ----- | ----- | ----- | ----- |
| オリンピック |       |       |       |       |       | 1     |
| 世界選手権   |       |       |       |       | 1     | 1     |
| 欧州選手権   |       |       |       |       | 1     | 1     |
| ドイツ選手権 | 1     | 1     | 1     | 1     | 1     | 1     |

## 備考
- 第二次大戦によるドイツ敗戦により1951年まで国際大会に参加することができなかった。1951年より国際大会に参加し1952年オスロオリンピック後に引退するまで1度も敗れることはなかった。